# Down with the Sickness
Down with the Sickness è un singolo del gruppo musicale alternative metal statunitense Disturbed pubblicato nel 2000 dall'etichetta discografica Giant Records, secondo estratto dall'album The Sickness.

## Descrizione
Viene ritenuta una delle più famose del gruppo ed è suonata quasi ad ogni loro concerto, spesso come brano di chiusura. È l'unico singolo della band ad essere certificato disco di platino dalla RIAA.
Ciò che ha reso particolarmente riconoscibile la canzone è il riff di batteria e il growl di David Draiman nell'introduzione della canzone: il suono "Ooh-wah-ah-ah-ah".

## Video musicale
Il video del brano mostra il gruppo esibirsi in un concerto dal vivo. Esso però, come nella versione radio, esclude l'interludio riguardante l'abuso perché ritenuto troppo esplicito.

## Apparizioni
Down with the Sickness è stata utilizzata diverse volte come musica d'ingresso di squadre sportive. I Rutgers Scarlet Knights, i Delaware Blue Hens e gli Houston Texans ne hanno fatto uso nel momento d'entrata in campo dei giocatori, così come i combattenti della Ultimate Fighting Championship Steve Cantwell (in UFC 97), Rousimar Palhares (in UFC 107) e Mark Bocek (in UFC 111). La canzone era la theme song d'ingresso di Chri$ Ca$h, mentre la base venne utilizzata dalla TNA per incidere la theme song d'entrata del wrestler Monty Brown.
La canzone inoltre fa parte della colonna sonora del film La regina dei dannati, è una traccia del gioco Rock Band 2 ed è scaricabile dalla libreria musicale di Guitar Hero 5. È stata usata in due film: durante i titoli de L'alba dei morti viventi, di Zack Snyder, viene cantata da Richard Cheese con l'accompagnamento di un pianoforte e durante The One, di James Wong. Compare nell'episodio Le mia più sentite scuse a Jesse Jackson del cartone animato South Park (mentre Eric Cartman lotta contro un nano, il dottor Nelson), è la canzone della sigla dello show Paranormal Challenge, trasmesso su Travel Channel e, nel video iniziale di rFactor, è udibile questa canzone..
Down with the Sickness è stata utilizzata in alcuni promo della campagna di reclutamento della United States Marine Corps.
Nel 2017 è stata scelta, fra le altre, da Dwayne Johnson "The Rock" per la colonna sonora del videogioco WWE 2K18.

## Tracce
1. Down with the Sickness – 4:38

## Classifiche
| Classifica (2001)             | Posizione massima |
| ----------------------------- | ----------------- |
| Stati Uniti (alternative)     | 8                 |
| Stati Uniti (mainstream rock) | 5                 |
| Stati Uniti (radio)           | 81                |
| Classifica (2011)             | Posizione massima |
| Stati Uniti (rock digital)    | 23                |

## Formazione
Gruppo
- David Draiman - voce
- Dan Donegan - chitarra, elettronica
- Steve "Fuzz" Kmak - basso
- Mike Wengren - batteria, percussioni, programmazione

Produzione
- Johnny K - produzione, ingegneria del suono
- Andy Wallace - missaggio
- Howie Weinberg - mastering

## Cover
- Richard Cheese and Lounge Against the Machine incisero una reinterpretazione di Down with the Sickness per il loro album del 2002, Tuxicity, che fu inserita nel remake del 2004 di Zack Snyder L'alba dei morti viventi.
- "Weird Al" Yankovic ha usato la canzone nel suo medley in stile polka Angry White Boy Polka, inclusa nell'album del 2003 Poodle Hat.